# Список населённых пунктов Пильнинского района Нижегородской области
| Образование                  | Населённые пункты в составе образования |
| ---------------------------- | --- |
| Рабочий посёлок Пильна       | р. п. Пильна п. Ваньково |
| Большеандосовский сельсовет  | с. Большое Андосово п. Алексеевка п. рзд. Андосово д. Ащериха п. Буденовка д. Владимировка д. Гари д. Заря с. Малое Андосово с. Ожгибовка с. Соколиха с. Старинское с. Столбищи д. Ясная Поляна |
| Бортсурманский сельсовет     | с. Бортсурманы д. Козловка д. Рословка д. Ягодное д. Ялма |
| Деяновский сельсовет         | с. Деяново с. Алисаново д. Андреевка д. Беловка д. Большая Александровка д. Левашовка д. Озеровка д. Романовка д. Тимофеевка д. Ульяновка                                                       |
| Ждановский сельсовет         | с. Жданово с. Балеевка с. Мамешево д. Юморга |
| Каменский сельсовет          | с. Каменка с. Бакшандино с. Знаменское д. Новоникольское с. Романовка |
| Красногорский сельсовет      | с. Красная Горка |
| Курмышский сельсовет         | с. Курмыш п. Красная Горка п. Новое Жилище |
| Мальцевский сельсовет        | с. Мальцево с. Болобоново д. Борщиково д. Плетниха |
| Медянский сельсовет          | с. Медяна |
| Можаров-Майданский сельсовет | с. Можаров Майдан с. Арьевка д. Добровольевка с. Лисья Поляна д. Межное-Майдан д. Рыхловка д. Саранка д. Шахово                                                                                 |
| Новомочалеевский сельсовет   | с. Новомочалей с. Куликовка с. Старомочалеи |
| Озерский сельсовет           | с. Озерки с. Наваты |
| Петряксинский сельсовет      | с. Петряксы с. Калиновка |
| Тенекаевский сельсовет       | с. Тенекаево д. Архангеловка д. Борнуково с. Кисленка с. Княжиха |
| Языковский сельсовет         | с. Языково с. Барятино д. Карачары д. Лекаревка |

## Источник
- Населённые пункты Пильнинского района
- Закон Нижегородской области от 24.10.2005 № 156-З. Законодательное собрание Нижегородской области. — Об утверждении границ, состава территории Пильнинского муниципального района, границ и состава территорий муниципальных образований, входящих в состав Пильнинского муниципального района. Дата обращения: 7 июля 2010.